# Konsument (Ökologie)
Als Konsumenten (Verbraucher) bezeichnet man in der Ökologie heterotrophe Organismen. Im Gegensatz zu autotrophen Produzenten (z. B. Photosynthese betreibenden Pflanzen) sind sie nicht in der Lage, ihre Nahrung aus anorganischen Rohstoffen zu gewinnen. Sie konsumieren daher die Biomasse anderer Lebewesen. 
In Ökosystemen unterscheidet man
1. Produzenten: Sie bilden die Basis für jedes Ökosystem und dienen den pflanzenfressenden Tieren als Nahrungsgrundlage
2. Primärkonsumenten oder Konsumenten erster Ordnung: (Pflanzenfresser Herbivoren) und Saprophage
3. Sekundärkonsumenten oder Konsumenten zweiter Ordnung: (Fleischfresser Carnivoren)
4. Tertiärkonsumenten oder Konsumenten dritter Ordnung: Carnivore, die sich von Carnivoren ernähren
5. Quartärkonsumenten: Noch größere Carnivore, welche sich von den Tertiärkonsumenten ernähren, können sich aber auch von den Sekundärkonsumenten ernähren
6. Quintärkonsument: Der Mensch

In dem Modell der Nahrungskette, gegliedert nach Trophieniveaus, folgen die Konsumenten den Produzenten. In einem Ökosystem wird die Produktion der Konsumenten durch die der Produzenten limitiert.